# Trentino Autonomista
Trentino Autonomista (Trentino Autonomista) (TA) es partido político italiano un regionalista y democristiano con sede en Trentino.
Fue fundado en 2002 por una escisión del Partido Autonomista Trentino Tirolés (PATT) disconformes con la alianza de éste con Democracia es Libertad-La Margarita (DL). Está dirigido por Carlo Andreotti, el exlíder del PATT y expresidente de Trentino, y estaba estrechamente vinculado con Forza Italia.
En las elecciones provinciales de 2003, TA obtuvo un 2,2% de los votos. En esa ocasión Andreotti era el candidato a la Presidencia de la centro-derecha y fue derrotado (60,8% a 30,7%) por Dellai Lorenzo (DL). Para las elecciones provinciales de 2008 el partido formó una alianza con el Movimiento Autonomía Popular y Autonomistas Populares, en apoyo de Sergio Divina de la Liga Norte Trentino, apoyada por el Pueblo de la Libertad. En las elecciones al Parlamento Europeo de 2009 Andreotti fue candidato por el Polo de la Autonomía. Actualmente, sin embargo, el partido parece estar casi disuelto.
- Datos: Q2371014